# Ceratagallia bigeloviae
Ceratagallia bigeloviae är en insektsart som beskrevs av Baker 1896. Ceratagallia bigeloviae ingår i släktet Ceratagallia och familjen dvärgstritar. Inga underarter finns listade i Catalogue of Life.